# Simone Borrelli (attore 1991)
Simone Borrelli (Napoli, 30 settembre 1991) è un attore italiano.

## Biografia
Simone Borrelli, classe 1991, studia recitazione all’Accademia Nazionale d’Arte Drammatica Silvio D’Amico. Durante il percorso di formazione partecipa a spettacoli diretti da Gabor Zsambeki, Andrea De Rosa, Massimiliano Farau, Massimo Popolizio, Luca Ronconi, Lorenzo Salveti, Nello Mascia, Fausto Russo Alesi. Nel 2014 consegue il diploma in Accademia, esibendosi in Faust Diesis, maratona teatrale di otto ore diretta e prodotta da Antonio Latella.
Nel 2015 viene insignito al Teatro Vittoria del premio “Vincenzo Cerami” come Miglior attore giovane. In Russia partecipa al Festival teatrale mondiale di Mosca, al teatro Ma Strastnom, con Das Schloss, diretto da Francesca Caprioli. Nel 2016 partecipa alla messa in scena de La morsa e La patente, produzioni RAI patrocinate da “Casa Museo Luigi Pirandello”.
Nel 2016 esordisce sul piccolo schermo nei panni di Raffaele in Gomorra 2. Dietro le quinte è dialect coach per Ivana Lotito (Azzurra). Nel film per la televisione Due soldati, diretto da Marco Tullio Giordana, veste i panni di Michele.
La carriera di attore teatrale prosegue con Notturno di donna con ospiti, con Arturo Cirillo e la regia di Mario Scandale, Delitto e castigo, regia di Sergio Rubini, Il gioco dell’amore e del caso diretto da Lorenzo Lavia, Discorso tra il piccolo me e il grande me prodotto da Giardini della Filarmonica Romana, Due atti senza vedere, da Viviani a De Filippo diretto da Gianluca Merolli, Reading Bukowski: Storie di ordinaria follia e Reading P. Pasolini e S. Senna.
Nel 2018 entra a far parte della compagnia teatrale Nuovo Teatro Sanità, con direttore Mario Gelardi. Esordisce alla regia con lo spettacolo Fuori. Con la stessa compagnia interpreta Dalì ne La rosa del mio giardino e partecipa a 629, Uomini in gabbia, lavori diretti dallo stesso Mario Gelardi. Il 2018 è anche l’anno di Sinatra, in cui interpreta Zaccone. Partecipa anche a Famosa, con regia di Alessandra Mortelliti. Nel 2019 compare in Capri Rendez-Vous nel terzo episodio Nunn'a voglio 'ncuntrà, videoclip del cantante Liberato a firma Lettieri. Recita in Nevia, film presentato a La Biennale di Venezia, diretto da Nunzia De Stefano, in cui Simone ricopre il ruolo di Salvatore.
Nel 2020 è nel cast della serie Devil’s nonché dei film L'amore non si sa, diretto da Marcello Di Noto, e Ultras, diretto da Francesco Lettieri, in cui interpreta Pechegno, un leader a capo delle frange estremiste del tifo partenopeo.

## Filmografia

### Cinema
- Famosa, regia di Alessandra Mortelliti (2019)
- Nevia, regia di Nunzia De Stefano (2020)
- Ultras, regia di Francesco Lettieri (2020)

### Televisione
- Gomorra - La serie, regia di Stefano Sollima - serie TV (2015)
- Due soldati, regia di Marco Tullio Giordana - film TV (2016)[4]
- Sinatra, regia di Pepsy Romanoff - serie TV (2018)
- Diavoli, regia di Jan Michelini, Nick Hurran - serie TV (2020)
- I bastardi di Pizzofalcone - Terza stagione, regia di Monica Vullo - serie TV, episodio 4 (2021)
- Sei donne - Il mistero di Leila, regia di  Vincenzo Marra - serie TV, 5 episodi (2023)
- Resta con me, regia di Monica Vullo - serie TV, episodio 10 (2023)
- Blanca, regia di Jan Maria Michelini - serie TV, episodio 3 (2023)
- Un professore, regia di Alessandro Casale - serie TV, 4 episodi (2023)
- Briganti, regia di Steve Saint Leger, Nicola Sorcinelli e Antonio Le Fosse - serie TV (2024)

### Videoclip
- Nunn'a voglio 'ncuntrà, di Liberato, regia di Francesco Lettieri (2019)[5]
- Passepartout, di PeppOh, regia di Federico Sfera (2021)[6]

## Teatro
- 629, uomini in gabbia, regia di Mario Gelardi
- La rosa nel giardino, Lorca e Dalì, l'ultimo ballo a Fuente Grande, regia Mario Gelardi
- Fuori, regia di Simone Borrelli
- Delitto e Castigo, regia di Sergio Rubini
- Reading Bukowski “Storie di Ordinaria Follia”, Prod. First Floor
- Due atti senza vedere, da Viviani a De Filippo, regia G. Merolli
- Discorso tra il piccolo me e il gran me, regia G. Briganti
- Il gioco dell'amore e del caso, regia L. Lavia
- Letture di atti unici di Luigi Pirandello, produzione Rai
- Notturno di donna con ospiti, regia M. Scandale
- Povero da morire, regia Francesco Di Chio
- La ragazza che faceva l'autunno, regia di Stefano Pastore
- Gogol Bordello, produzione Teatro Pubblico Campano
- The Open Game, regia di Felice Panico
- Per mettere una bandierina sul muro, regia di Francesca Caprioli
- Undertime, regia di Francesca Caprioli
- La morsa, regia di Gianluca Enria
- La patente, regia di Gianluca Enria
- L'innocente criminale, regia di Giovanni Firpo
- Il Grand Guignol, regia di Giovanni Firpo
- Das Schloss, regia di Francesca Caprioli
- Don Giovanni, regia di Samuel Potettu
- Il processo Dell'Utri, regia di Paolo Orlandelli
- Il castello, regia di Francesca Caprioli
- Faust diesis, regia di Antonio Latella
- I mostri, regia di Gabor Zsambeki
- I messaggeri, regia di Andrea De Rosa
- Lungs, regia di Massimilano Farau
- Purificati, regia di Francesca Caprioli
- 1789, regia di Nello Mascia

## Riconoscimenti
- Premio Vincenzo Cerami
  - 2015 – Miglior attore giovane